# Z jednej strony, z drugiej strony
Z jednej strony, z drugiej strony – polska książka biograficzna autorstwa Elżbiety Cherezińskiej, pisana wspólnie z Szewachem Weissem. Utwór jest biografią byłego ambasadora Izraela w Polsce, Szewacha Weissa.
Książka ma złożoną strukturę: składa się z 12 opowiadań (autorstwa Elżbiety Cherezińskiej)  i 12 tekstów publicystycznych Szewacha Weissa. Opowiadania, oparte na  biografii Weissa, w sposób lustrzany korespondują z jego publicystyką. Tyle, że on własnym głosem mówi o kwestiach historycznych, społecznych i psychologicznych, a pisarka, używając narracji pierwszoosobowej, mówi niejako za samego Weissa o najważniejszych dla niego sprawach prywatnych. Postscriptum książki to rozmowa autorów, niemal w całości poświęcona chorobie nowotworowej żony Weissa, Estery. Padają w niej refleksje na temat życia prywatnego polityka, wiele głębokich i zaskakujących osobistych spostrzeżeń. Książka, jako całość, daje złożony i głęboki portret Szewacha Weissa, daleko odbiegający od stereotypu. Jest jednocześnie portretem znacznej części pokolenia Ocalonych, dając szerokie tło do rozumienia istoty Holokaustu.